# Архимандрит Павле (Кенђелац)
Павле Кенђелац (Кикиндa, 29. јун 1766 —  Темишвар, 7. март 1834) био је архимандрит, први Србин доктор теологије и научник. Архимандрит Павле био је говорник седам језика и један од најученијих и најзначајнијих личности Србије 19. века.

## Живот
Рођен је као једанаесто дете Христифора и Јелисавете. Христифор Кенђелац, отац Павла Кенђелца, сматра се оснивачем Кикинде, јер је 1751. године предводио групу Срба, граничара са аустријско - турске границе, која је населила подручје у долини речице Галацке. Забележено је да је, дошавши на узвишење Екеида, на којем се данас налази Православна црква Светог Николаја рекао: Одавде не идемо никуда. Ово је наш дом. Павле, једанаести од дванаест синова брачног пара Кенђелац, био је изузетно паметно дете. Школовао се првобитно за трговца и пропутовао је у школовању читаву Европу, учећи у Будиму, Халеу, Кежмарку, Петрограду. Докторирао је богословију у Александро-Невској Лаври, а филозофију у Јени. Забележено је да је једном Фридрих Велики посетио Универзитет у Халеу и да је том приликом, Павле Кенђелац био изабран да у име студената разговара са краљем. Краљ је постављао разна питања и очекивало се да студент одговори реторички правилно и вешто. Фридрих Велики био је толико одушевљен Кенђелчевим одговорима, да је скинуо мач и рекао: Ево вам га, колега, нека вам буде мој мач за успомену. Вративши се у Кикинду, већ у четвртој деценији живота, Павле Кенђелац је затекао незадовољство народа поводом неправедне поделе ритског земљишта. Повео је народ Кикинде у буну и тиме пао у немилост власти.

## Световни живот
Након невоља које су га снашле због борбе за права у Великокиндском диштрикту, Кенђелац се повукао у манастир Светог Ђорђа у данашњој Румунији. Већ пре тога спријатељио се са епископом темишварским Петром Петровићем. 1796. године рукоположен је за ђакона, а две године касније примио је монашки постриг. Након смрти епископа Петра Петровића, долази у сукоб са манастирским братством. Иако је имао амбиција да и сам постане епископ, то није успео да оствари, вероватно због неслагања са Карловачком митрополијом и неразумевања тадашњих челника српске цркве. До краја живота остао је у манастиру Светог Ђорђа као архимандрит, лишен даљих могућности за напредовањем. Посветио се манастирској економији и науци, бавио се археологијом и политичком географијом. Дописивао се са великим бројем интелектуалаца тога доба.

## Научни допринос
1811. објавио је први српски природопис „Јестествословије“. Књига је штампана у Будиму. Мало ко је у то време схватао значај и величину овог дела. Напротив, био је оптужен за поступак недостојан свештеничком чину и плагијат. Након много година председник Руске академије наука потврдио је да је ово оригинално и значајно научно дело. 1821. године објавио је своје друго дело „Збитијасловије“ (историја најзначајнијих догађаја). Написао је и књиге „Црквена повесница“, „Проповед о покоравању властима“, „Надгробна беседа владици Петру Видаку“ и „Аутобиографија“. Био је велики присталица писања на црквенословенском језику, па су сва његова дела писана овим језиком. Велики део његових вредних списа није сачуван.